# Choeropotamidae
I cheropotamidi (Choeropotamidae), noti anche come aplobunodontidi (Haplobunodontidae), sono una famiglia di mammiferi erbivori estinti, appartenenti agli artiodattili. Vissero tra l'Eocene inferiore/medio e l'Oligocene inferiore (circa 48 - 30 milioni di anni fa) e i loro resti sono stati ritrovati in Europa e in Africa.

## Descrizione
Questi animali avevano il classico aspetto arcaico degli artiodattili primitivi, con un corpo non specializzato e di dimensioni relativamente piccole. Tuttavia, fin dall'Eocene medio i cheropotamidi iniziarono a sviluppare alcune caratteristiche che si riscontreranno, più accentuate, nei suiformi: molari bunodonti (a corona bassa e larga) e zampe corte. Fossili piuttosto completi di forme come Amphirhagatherium indicano che questi animali possedevano ancora una coda relativamente allungata, zampe snelle ma più corte rispetto a quelle di altri artiodattili arcaici, un corpo allungato e flessibile e un lungo muso. La lunghezza di questi animali non doveva superare il metro, e il peso si aggirava intorno ai 5 - 10 chilogrammi.

## Classificazione
I cheropotamidi sono noti principalmente in numerosi giacimenti europei dell'Eocene, e solo alcuni fossili di dubbia identità sono stati ritrovati in Egitto e in Turchia. I cheropotamidi sono chiaramente derivati da forme primitive di artiodattili quali Diacodexis, e tuttavia mostrano già alcune specializzazioni che richiamano i suiformi, pur non essendone i diretti antenati. Tra i vari generi appartenenti a questa famiglia si ricordano Haplobunodon, Lophiobunodon, Cuisitherium, Masillabune, Choeropotamus, Tapirulus, Amphirhagatherium e Rhagatherium.
Qui di seguito è presentato un cladogramma tratto da: http://www.helsinki.fi/~mhaaramo/metazoa/deuterostoma/chordata/synapsida/eutheria/artiodactyla/choeropotamidae.html

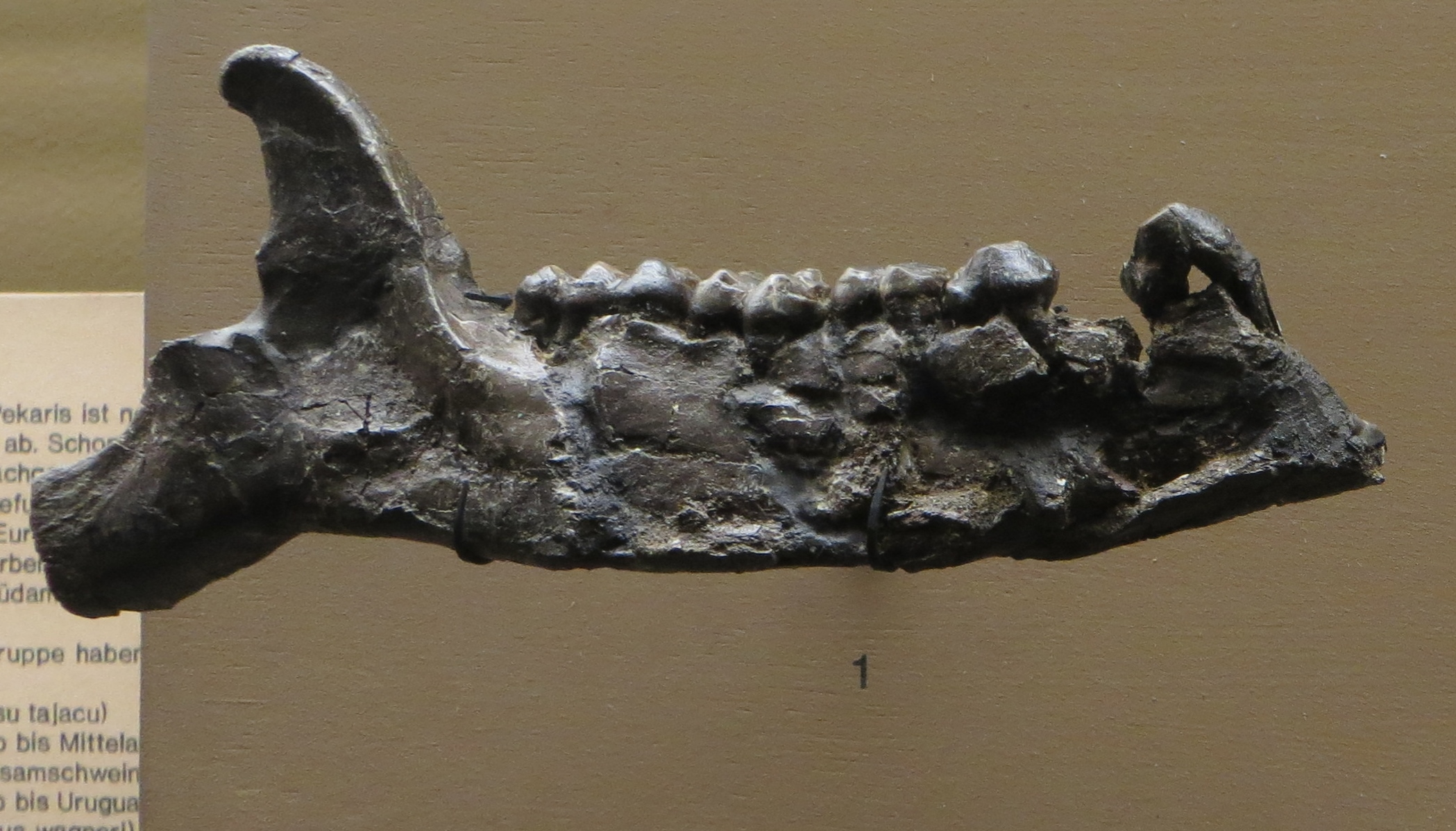
Mandibola di Choeropotamus affinis

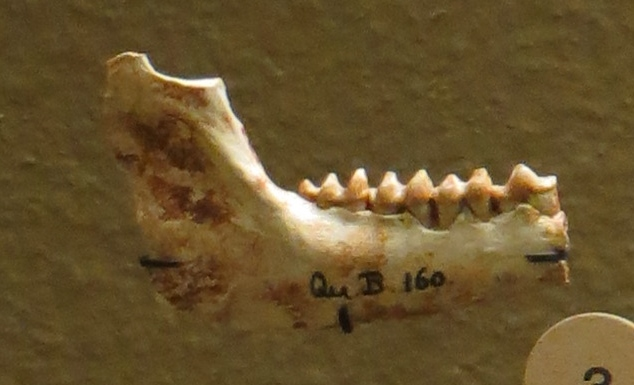
Mandibola di Tapirulus hyracinus

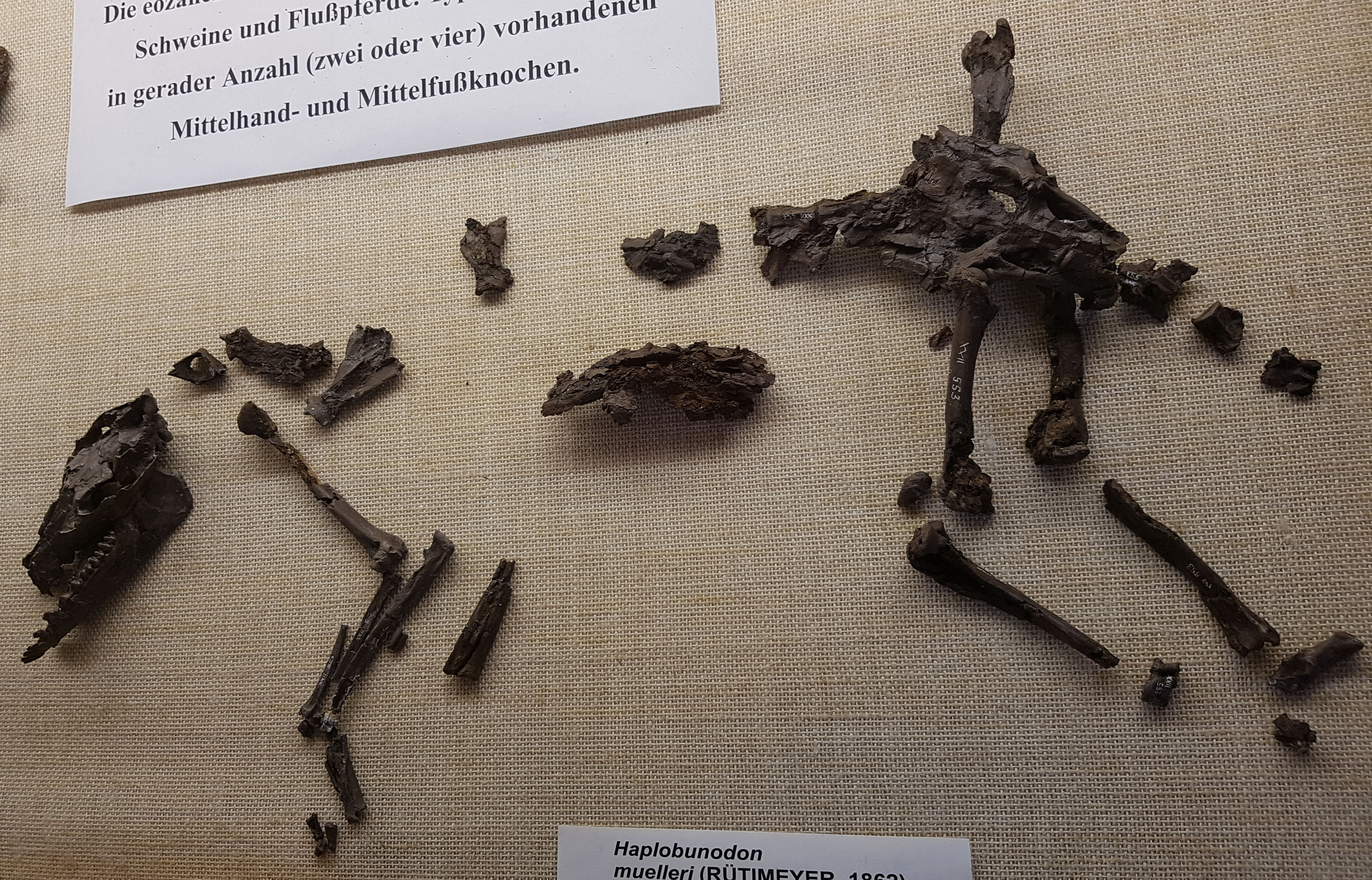
Scheletro di Haplobunodon muelleri

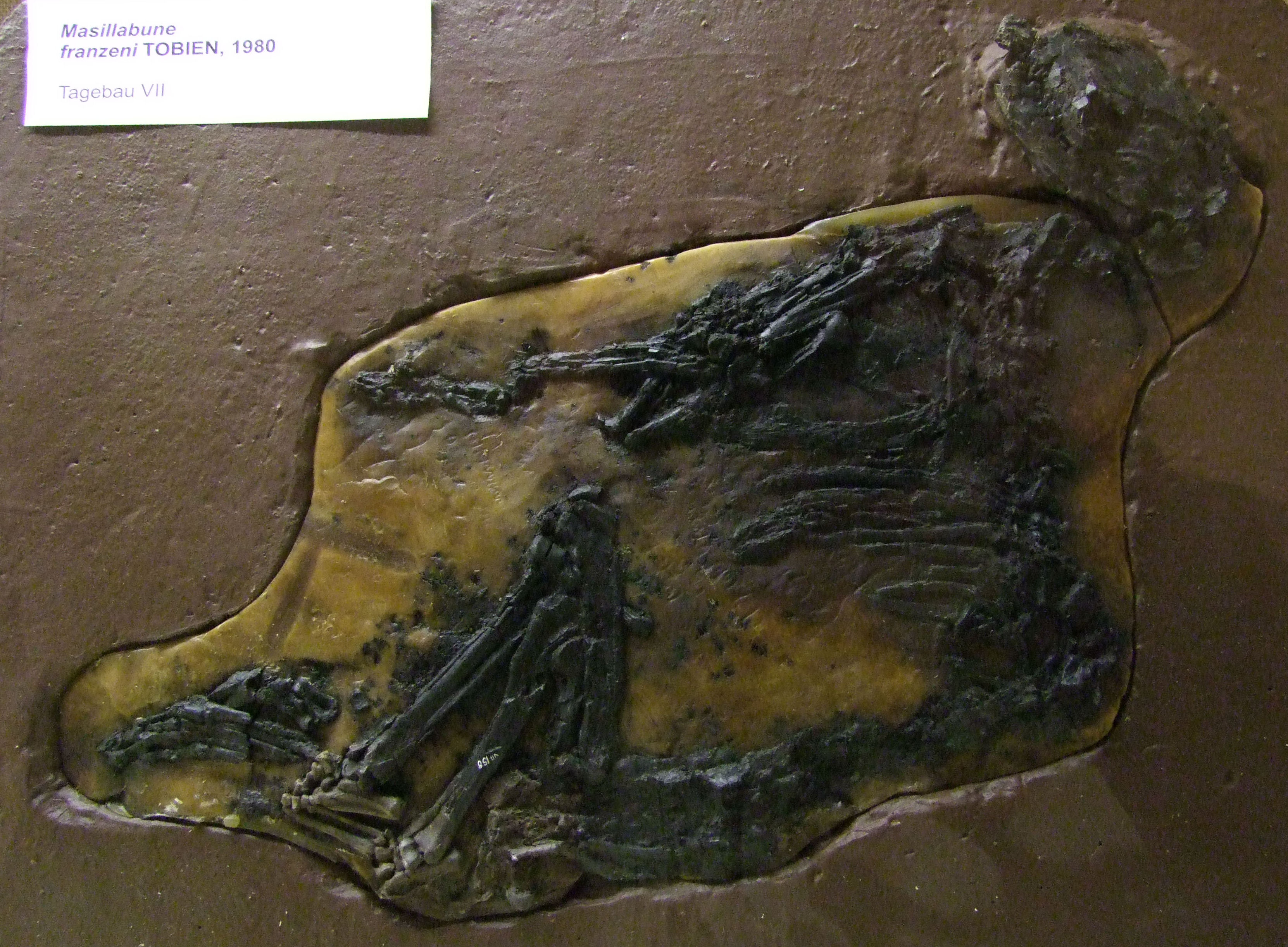
Fossile di Masillabune franzeni

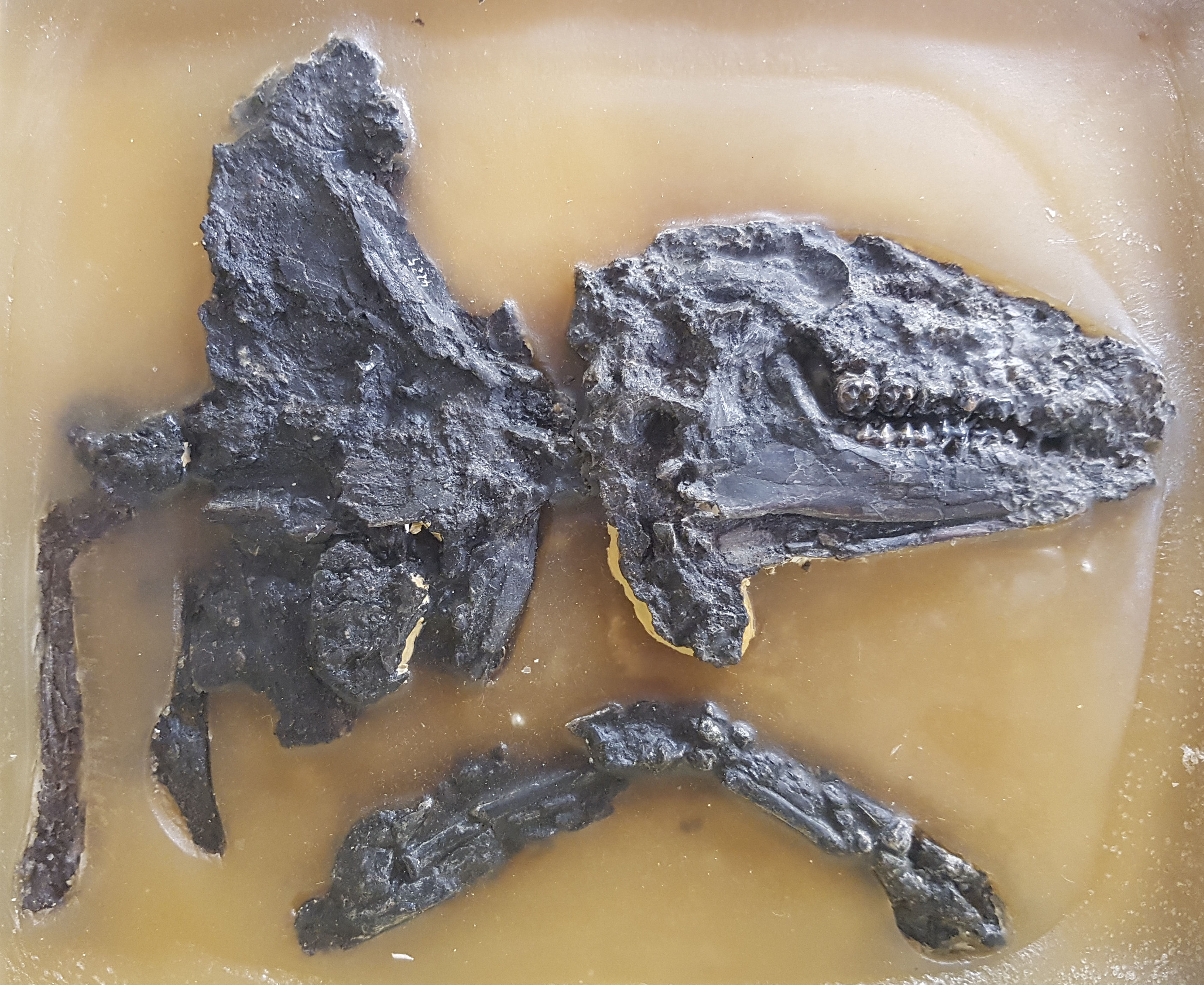
Fossile di Amphirhagatherium

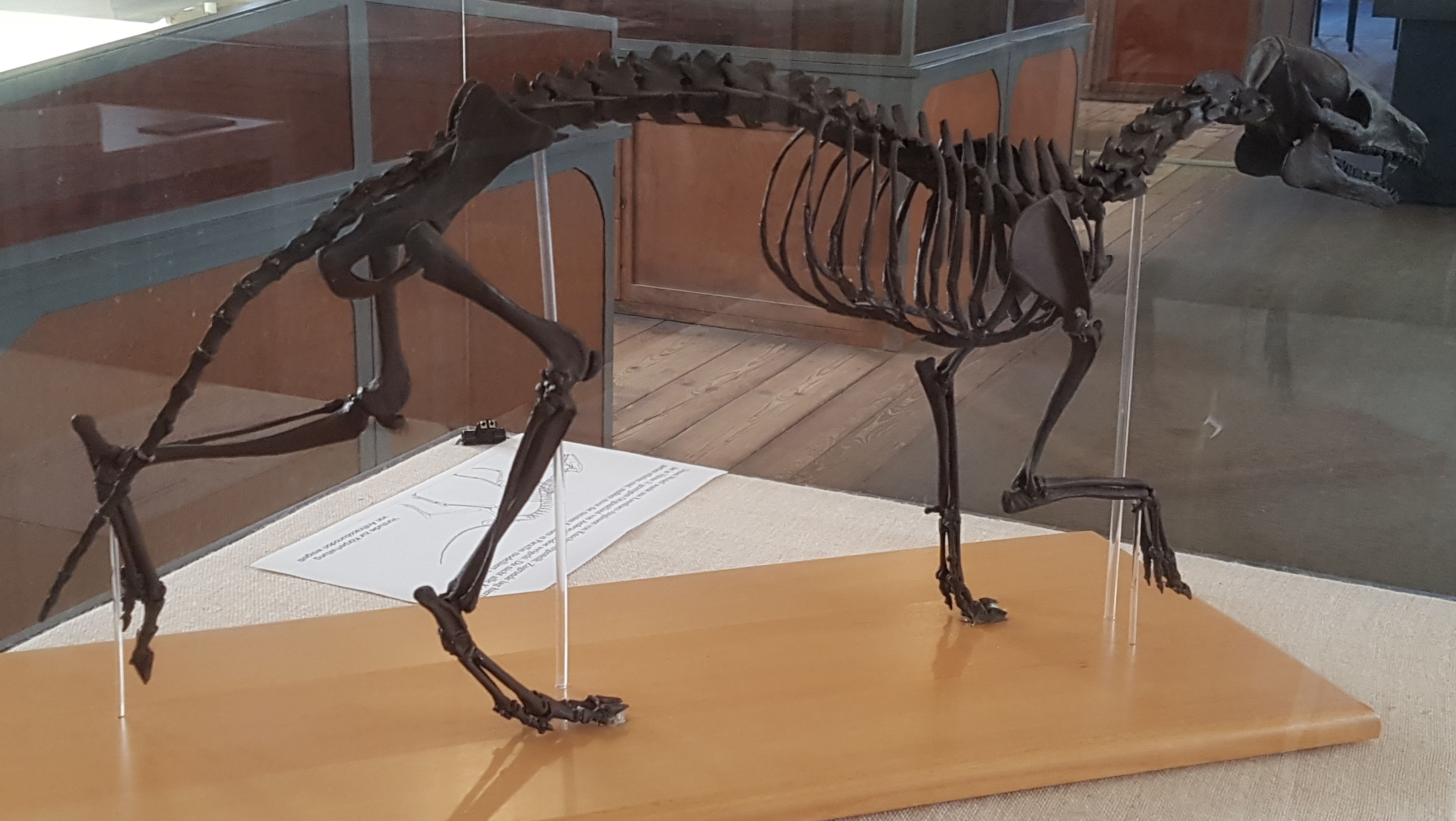
Ricostruzione dello scheletro di Amphirhagatherium

```
 †
Choeropotamidae
 Owen, 1845 sensu Hooker & Weidmann, 2000 [incl. †
Haplobunodontidae
 Pilgrim, 1941]
  |?- †
Parabunodon anatolicum
 Ducrocq & Sen, 1991
  |?-o ?†
Diplopus
 Kowalevsky, 1873
  |  |-- ?†
D. aymardi
 Kowalevsky, 1873
  |  `-- ?†
D. sp.
 [Hooker & Weidmann, 2000]
  |?- †
Haplobunodon meridionale
 Sudre, 1997
  |-- †
Cuisitherium lydekkeri
 (Lemoine, 1891) Sudre, Russell, Louis & Savage, 1983
  `--+--o †
Masillabune
 Tobien, 1980
     |  |?- †
M. franzeni
 Erfurt & Haubold, 1989
     |  `-- †
M. martini
 Tobien, 1980
     `--+--+-- †
Haplobunodon mülleri
 (Rütimeyer, 1862)
        |  `--+--o †
Lophiobunodon
 Depéret, 1908
        |     |  |-- †
L. minervoisensis
 Depéret, 1908
        |     |  `-- †
L. rhodanicum
 Depéret, 1908
        |     `--o †
Tapirulus
 Gervais, 1850
        |        |-- †
T. hyracinus
 Gervais, 1850
        |        |-- †
T. majori
 Stehlin, 1910
        |        |-- †
T. depereti
 Stehlin, 1910
        |        |-- †
T. schlosseri
 Stehlin, 1910
        |        |-- †
T. perrierensis
 Sudre, 1978
        |        |-- †
T. cf. majori
 [Sudre, 1978]
        |        |-- †
T. cf.
/aff. 
schlosseri
 [Sudre, 1978]
        |        `-- †
T. sp.
 [Sudre, 1978]
        `--+--o †
Amphirhagatherium
 Depéret, 1908
           |  |-- †
A. edwardsi
 Hooker & Thomas, 2001
           |  |-- †
A. fronstettense
 (Kowalevsky, 1874) Depéret, 1908
           |  |-- †
A. louisi
 (Sudre, 1978) Hooker & Thomas, 2001
           |  |-- †
A. weigelti
 (Heller, 1934) Hooker & Thomas, 2001
           |  `-- †
A. neumarkensis
 (Erfurt & Haubold, 1989) Hooker & Thomas, 2001
           |--+-- †
Hallebune krumbiegeli
 Erfurt & Sudre, 1995
           |  `--o †
Rhagatherium 
Pictet, 1857
           |     |-- †
R. valdense
 Pictet, 1857
           |     `-- †
R. kowalevskyi
 Stehlin, 1908
           `--+-- †
Haplobunodon solodurense 
Stehlin, 1908
              `--+--+-- †
Haplobunodon lydekkeri
 Stehlin, 1908
                 |  `-- †
Haplobunodon venatorum
 Hooker, 1986
                 `--+-- †
Thaumastognathus quercyi
 Filhol, 1890
                    `--o †
Choeropotamus
 Cuvier, 1822
                       |-- †
C. parisiensis
 Cuvier, 1822
                       |-- †
C. affinis
 Gervais, 1852
                       |-- †
C. lautricensis
 (Noulet, 1870)
                       |-- †
C. depereti
 Stehlin, 1908
                       |-- †
C. sudrei
 Casanovas-Cladellas, 1975
                       `-- ?†
C. sp.
 [Hooker, 1986]
```

## Significato dei fossili
Lo sviluppo di molari bunodonti e, soprattutto, l'accorciamento delle zampe nei cheropotamidi pone un interessante problema evoluzionistico: l'anatomia di base dei suiformi, con il femore e la tibia della stessa lunghezza e le zampe piuttosto corte, sembrerebbe essere più primitiva di quella dei primi artiodattili noti (Dichobunidae) e sarebbe più adatta come design basale di locomozione per gli artiodattili. Se la configurazione morfologica delle zampe relativamente avanzata dei dicobunidi e di Diacodexis fosse invece la vera condizione primitiva degli artiodattili, ciò significherebbe che la condizione generalista dei cheropotamidi e dei suiformi è una caratteristica sviluppatasi in seguito, e rappresenterebbe una inversione della tendenza allo sviluppo di zampe adatte alla corsa.